# Megalagathis nigroorbitalis
Megalagathis nigroorbitalis är en stekelart som först beskrevs av Granger 1949.  Megalagathis nigroorbitalis ingår i släktet Megalagathis och familjen bracksteklar. Inga underarter finns listade i Catalogue of Life.